# كونيغسلوتر
كونيغزلوتر (بالألمانية: Königslutter) هي بلدة ألمانية تقع في ألمانيا في سكسونيا السفلى.[بحاجة لمصدر] يقدر عدد سكانها بـ 16,214 نسمة .

## المدن التوأمة
مدينة تونتون هي مدينة توأمة لـكونيغزلوتر.

## أعلام
- بيتر كروكنبيرغ
- فيرنر شريدر
- أوغست ويلهلم يوليوس أوده